# كيميروفو

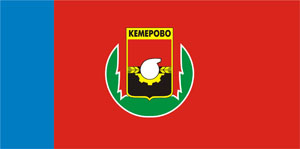

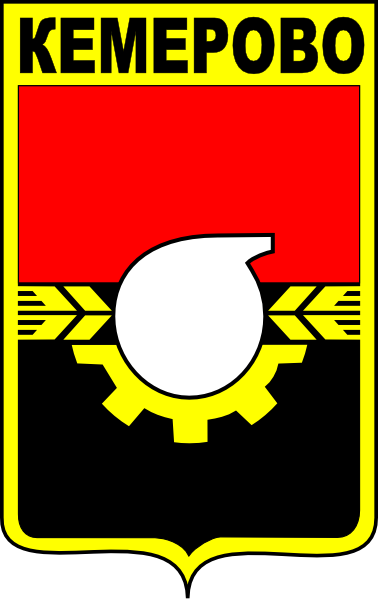

كيميروفو (بالروسية: Кемерово) هي إحدى مدن روسيا في مقاطعة كيمروفسكايا.
تقع مدينة كيميروفو على نهر «توم» عند مصب نهر «ايسكيتيم» فيه. تبعد عن العاصمة موسكو 3482 كم. وتبلغ مساحتها حولي 300 كيلومتر مربع وتعداد نفوسها حوالي 522 الف نسمة. منذ أكثر من 100 سنة يستخرج الفحم الحجري من مناجمها. المدينة مركز صناعي وعلمي وثقافي في مقاطعة كيميريفو.
ظهرت المدينة مكان المستوطنات الروسية بالقرب من حصن كان قد انشئ عام 1657 (حاليا بلدة فيرخوتومسكويه) التي كانت تمر خلالها طريق تومسك – حصن كوزنيتسكي. كان في موقع المدينة الحالي عام 1859 عدد من المراكز السكنية، وكانت قرية كيميروفو معروفة منذ عام 1734 حيث سميت باسم أول سكانها. كما أطلق هذا الاسم على أول منجم في المنطقة. في عام 1907 افتتحت أولى مناجم الفحم الحجري مع العلم ان طبقات الفحم كانت قد اكتشفت منذ عام 1721. وكان لبداية استخراج الفحم الحجري حافزا مهما وعاملا أساسيا في تطور البلدة وتوسعها وازدياد سكانها، كما كان ربطها بخط سكك الحديد من العوامل المهمة في تطورها.
منحت بلدة كيميروفو صفة المدينة عام 1918 وافتتحت فيها مؤسسات تعليمية وصحية وصناعية وثقافية عديدة وازداد تطورها وتعداد سكانها نتيجة افتتاح مناجم جديدة لاستخراج الفحم الحجري. وفي عام 1943 أصبحت المدينة مركزا لمقاطعة كيميروفو وضمت إليها بعض القرى الواقعة على اطراف المدينة.
ان مدينة كيميروفو من أهم المراكز الصناعية في منطقة حوض مكامن الفحم «كوزباس» حيث تتمركز فيها مصانع الصناعات الكيميائية ومناجم الفحم الحجري ومصانع الميتالورجيا ومصانع الأجهزة والمعدات الكهربائية ومصانع بناء الالات والمعدات الزراعية إضافة إلى مصانع الصناعات الخفيفة والغذائية ومواد البناء وغيرها.
كما ان المدينة من أهم المراكز التعليمية والعلمية والثقافية في المقاطعة، حيث تتمركز فيها مجموعة من الجامعات والمعاهد العليا مثل جامعة كيميروفو الحكومية ومعهد كيميروفوالعالي للصناعات الغذائية وجامعة كوزباس الحكومية للعلوم التقنية وأكاديمية العلوم الطبية وكلية الموسيقى وغيرها، كما توجد مجموعة كبيرة من المعاهد المهنية المتوسطة والثانويات المهنية المختلفة. كما فيها عدد من المكتبات العامة التي تقدم خدماتها إلى محبي العلم والمعرفة. إضافة لذلك يوجد في المدينة فرع لاكاديمية العلوم الروسية ومعاهد للبحوث العلمية.
اما في مجال الثقافة فتوجد في المدينة مجموعة من المسارح مثل مسرح الدراما ومسرح الدمى ومسرح الأطفال وغيرها. كما تعمل مجموعة من المتاحف مثل متحف تاريخ المنطقة ومتحف «الاثار والاجناس والبيئة» ومتحف الفنون التشكيلية والمحمية الطبيعية «كراسنويا غوركا – التل الأحمر» وغيرها. إضافة لذلك هناك عدد من دور السينما والنوادي الاجتماعية والثقافية والمتنزهات والحدائق العامة.
ان مدينة كيميروفو مدينة حديثة وتستمر فيها عمليات بناء المساكن ومباني المؤسسات الثقافية والاجتماعية بوتائر سريعة وذلك تلبية لحاجة المدينة.
ومن المعالم المعمارية والأثرية في المدينة:
- كنيسة الثالوث الاقدس – هذه الكنيسة حديثة شيدت عام 1994 على الطراز الروسي الحديث. المبنى جميل جدا يبهر عيون المشاهد. تقع المدينة في منطقة المتنزهات يقابلها في الجهة الأخرى مبان سكنية عالية. مبنى الكنيسة تلاحم عضويا مع الوسط المحيط مشكلا مجمعا معماريا رائعا.
- كاتدرائية زنامينسكايا – شيدت الكاتدرائية في نهاية تسعينات القرن الماضي بمناسبة الذكرى الالفية لاعتناق روسيا للديانة المسيحية. مبنى الكاتدرائية مصمم بشكل جميل ليكون مكملا لمنظر المدينة ويصبح أحد معالم المدينة الرئيسية.
- المحمية الطبيعية «كراسنويا غوركا» – انشئت المحمية عام 1991 في مكان أول منجم في المدينة. تضم المحمية مبنى إدارة المنجم ومرفأ نهري ومبان تعود إلى عام 1916 وممر افقي للمنجم انشئ عام 1907. اقيم في عام 2003 نصب تذكاري لتخليد عمال مناجم الفحم الحجري في منطقة حوض «كوزباس».
وهناك في المدينة معالم أخرى عديدة مثل المركز الجغرافي للمدينة ومتحف تاريخ المنطقة ومتحف الفنون التشكيلية ونصب صناعة التجميل والمباني الحجرية التي بنيت عام 1927 مثل مبنى مصرف المدينة وقصر العمل ومبنى البريد. كما هناك متنزه النصر وحديقة المدينة وساحة فولكوف وغيرها من المعالم.

## معرض صور

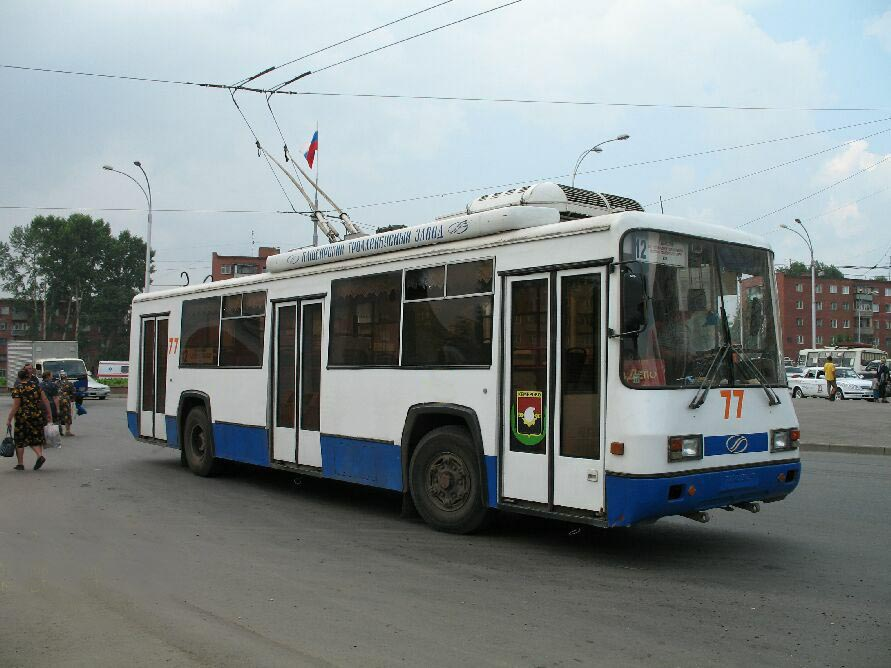
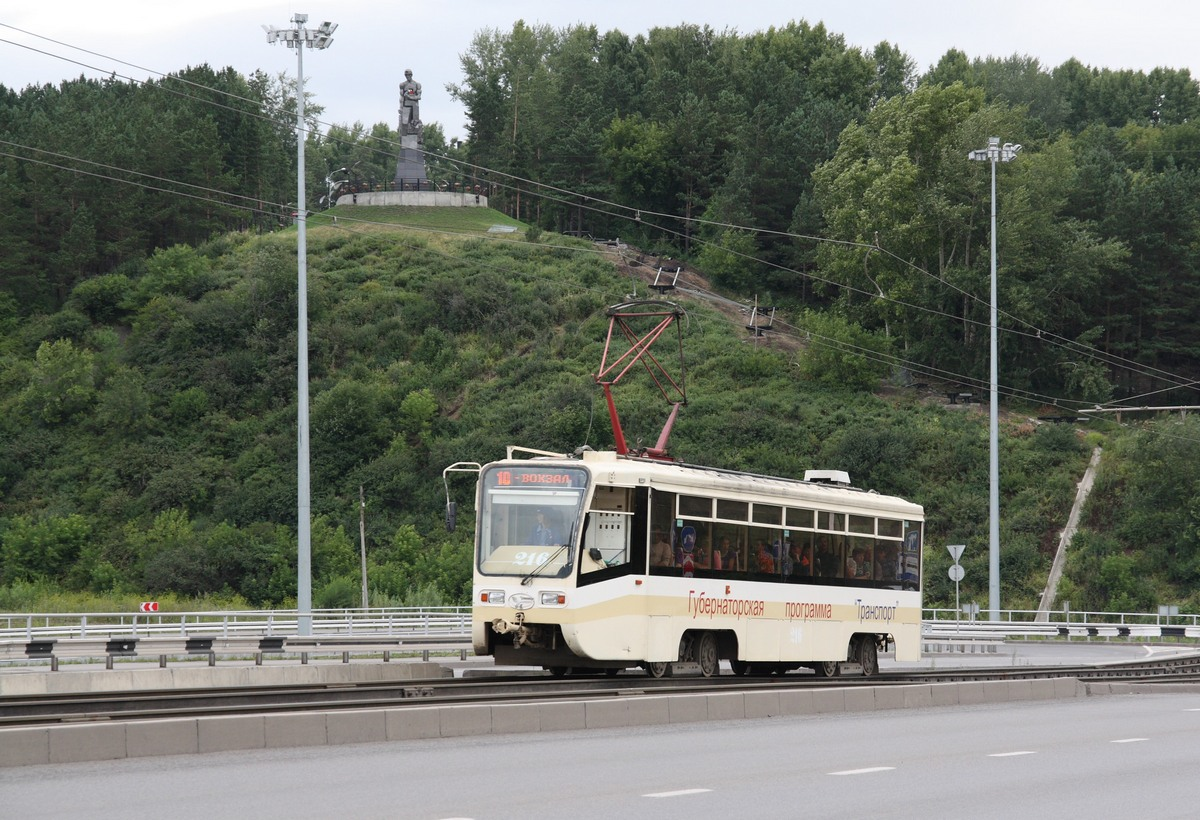
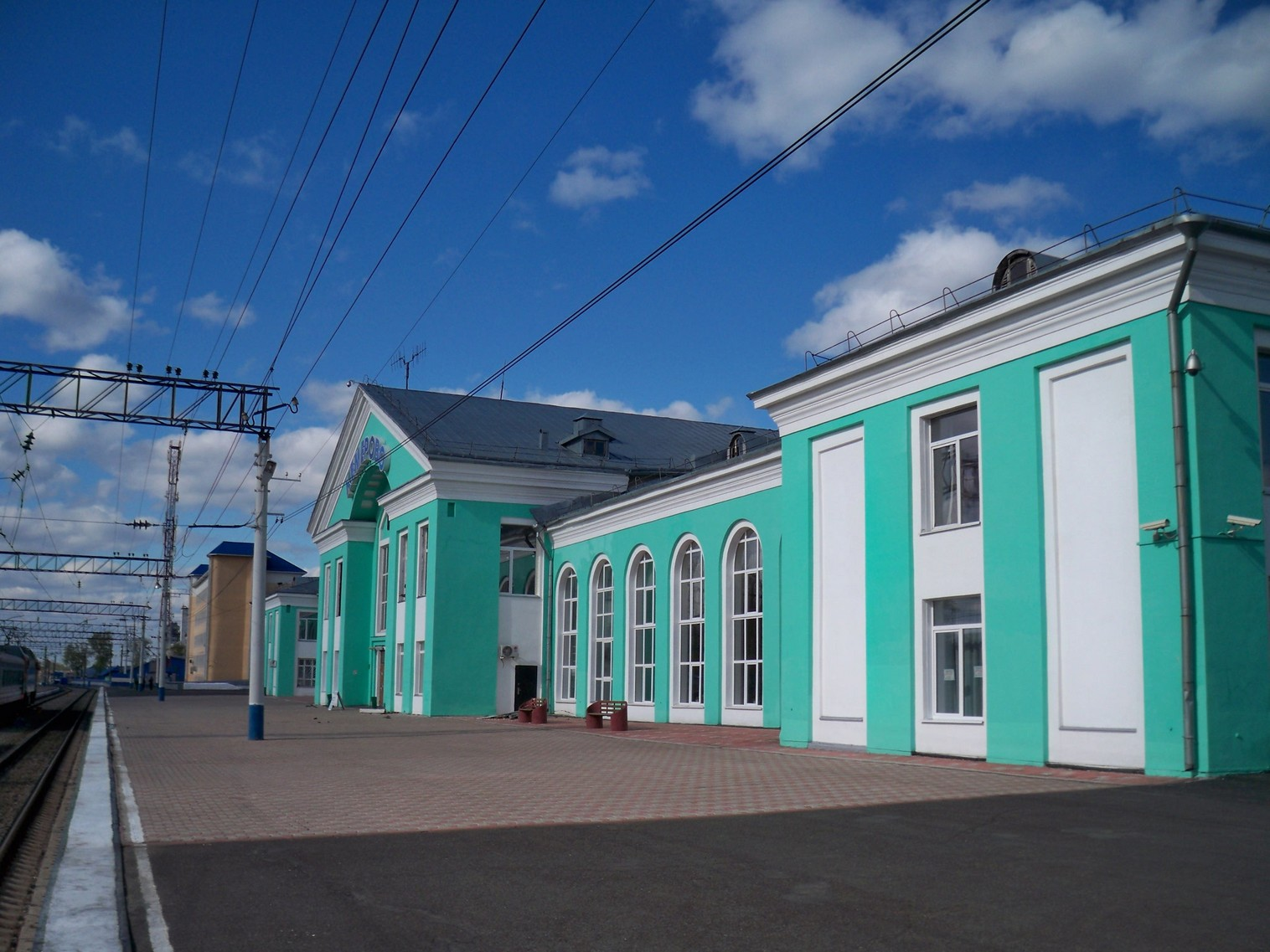
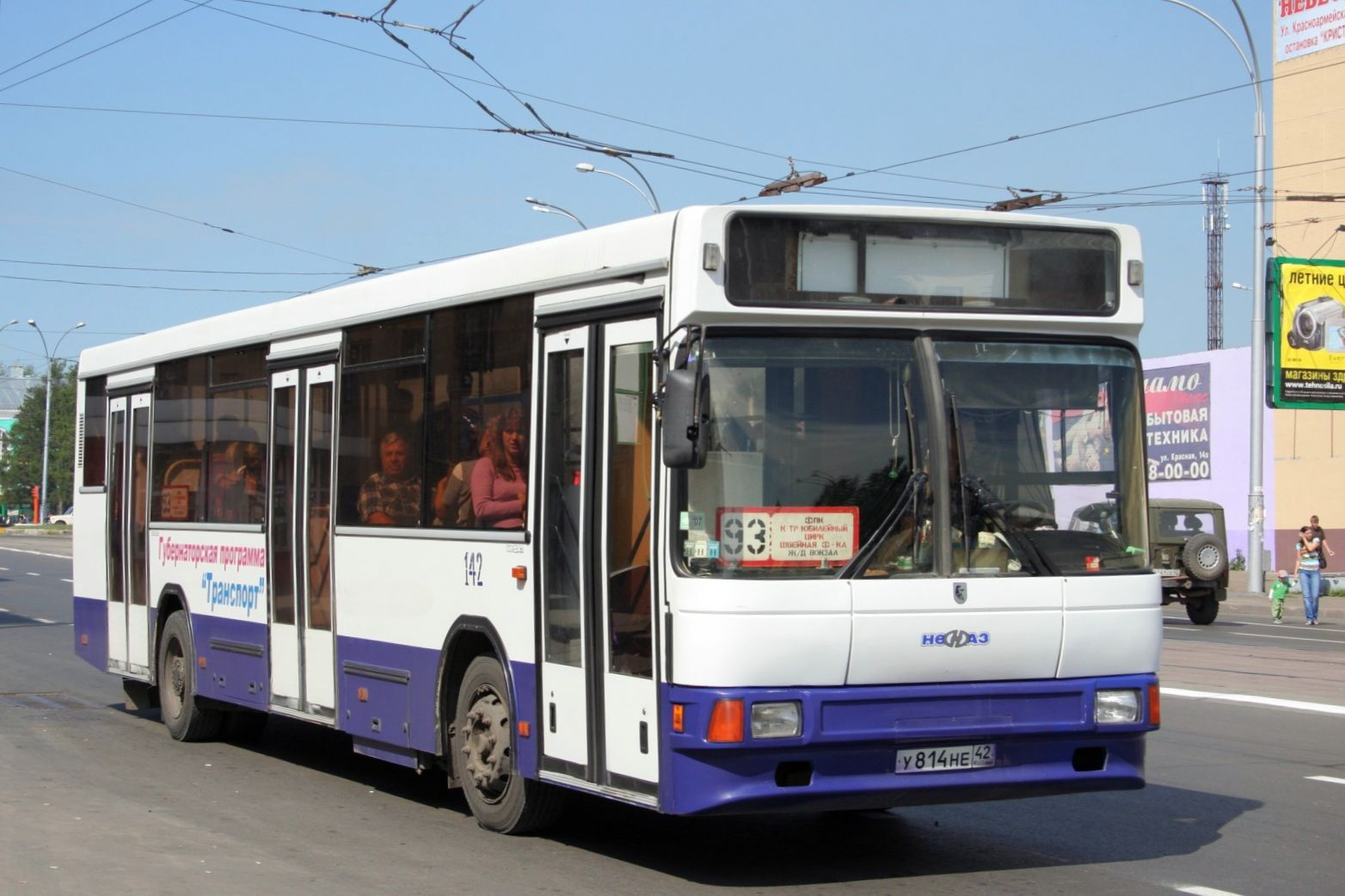